# Кайсамах
Кайсамах (англ. Qaysamah, араб. قيصما) — поселення в Сирії, що складає невеличку друзьку общину в нохії Малах, яка входить до складу однойменної мінтаки Сальхад в південній сирійській мухафазі Ас-Сувейда.